# Marco Muñoz
Marco Muñoz (La Paz, Baja California Sur; 9 de marzo de 1957) es un actor mexicano conocido por su trabajo en las telenovelas. 

## Biografía
Debutó en 1982 dentro del elenco de la telenovela Chispita con el papel del Dr. Torres. El mismo año participó en la telenovela Bianca Vidal. Para 1984 se integró al elenco de la telenovela  La traición. En 1985 fue llamado para interpretar al personaje de Rafael en Angélica. En 1986 trabajó en la telenovela Herencia Maldita, al lado de Angélica María y Miguel Palmer en los roles estelares.
En 1987 participó en las telenovelas Victoria y Senda de gloria. En 1989 llegó Lo blanco y lo negro.
Participó en dos telenovelas del productor Carlos Sotomayor, siendo éstas: Destino en 1990 y Valeria y Maximiliano en 1991. En 1992 participó en la telenovela infantil El abuelo y yo.
En 1993 obtiene el papel protagónico en El peñón del amaranto, telenovela producida por Víctor Hugo O'Farrill y su empresa O'Farrill y Asociados en colaboración con Telemundo y fue vendida a TV Azteca.
Y regresa a la televisión en 1997 integrándose a la naciente televisora TV Azteca, donde actuaría en la telenovela Al norte del corazón interpretando el personaje de León, y en 1998 participó en la telenovela Tres veces Sofía, la cual  sería su última participación dentro de TV Azteca.
En 2004 retomó su carrera en Televisa actuando en la telenovela Corazones al límite, producción de Nicandro Díaz y Roberto Hernández Vázquez, después de esta telenovela aparece en Apuesta por un amor, producción de Angelli Nesma.
En 2005 participó en la telenovela Piel de otoño interpretando el papel de Lic. Alberto Díaz.
En 2006 participó en las telenovelas Amar sin límites y Código postal, esta última siendo una telenovela juvenil.
En 2007 realizó nuevamente una telenovela juvenil, Al diablo con los guapos, en esta producción Marco Muñoz interpretó a Damian Arango, uno de los villanos de la historia.
En 2010 es llamado para participar en la telenovela Cuando me enamoro interpretando a Germán Ibarrola.
En 2012 forma parte del elenco de la telenovela La mujer del vendaval. Para 2015 participó en la producción Amor de barrio.

## Trayectoria

### Televisión
- Chispita (1982-1983) - Dr. Torres
- Bianca Vidal (1982-1983) - Ramiro Zerpa
- La traición (1984-1985) - Rodrigo Ruiz
- El maleficio (1983-1984) - Leo
- Angélica (1985) - Rafael
- Senda de gloria (1987) - Renato Álvarez
- Victoria (1987-1988) - Guillermo
- Lo blanco y lo negro (1989) - Armando de Castro
- Destino (1990) - Luis Jiménez
- Valeria y Maximiliano (1991-1992) - Román de la Fuente
- El abuelo y yo (1992) - Víctor
- El peñón del amaranto (1993) - Damián
- Al norte del corazón (1997) - León
- Tres veces Sofía (1998-1999) - Jorge Briseño
- Corazones al límite (2004) - Doménico Antillón
- Apuesta por un amor (2004-2005) - Dr. Sebastián Ibarrola
- Piel de otoño (2005) - Lic. Alberto Díaz
- Código postal (2006) - Adrián Garza Moheno
- Amar sin límites (2006-2007) - Manuel Morán
- Yo amo a Juan Querendón (2007) - Enrique
- Al diablo con los guapos (2007-2008) - Damián Arango
- Juro que te amo (2008-2009) - Andrés
- Llena de amor (2010-2011) - Productor de TV
- Cuando me enamoro (2010-2011) - Germán Ibarrola
- Ni contigo ni sin ti (2011) - Arturo Aros
- Dos hogares (2011-2012) - Esteban
- La mujer del vendaval (2012-2013) - Severo Morales Iturbide
- Amor de barrio (2015) - Gustavo Madrigal
- Mi marido tiene familia (2017-2019) - Tulio Córcega Sierra
- Por amar sin ley (2018) - Sr. Ojeda
- Diseñando tu amor (2021) - Armando Manrique de Castro
- Mi fortuna es amarte (2022) - Julián Reus

### Series
- Mujer, casos de la vida real (Algunos Capítulos)
- Como dice el dicho (2011-) (4 Capítulos)
- La rosa de Guadalupe (2014-)

## Premios y nominaciones

### Premios TVyNovelas
| Año  | Categoría             | Telenovela            | Resultado |
| ---- | --------------------- | --------------------- | --------- |
| 1993 | Mejor villano         | Valeria y Maximiliano | Nominado  |
| 1991 | Mejor actor coestelar | Destino               | Nominado  |